# Wasserkraftwerk Pamuk
Das Wasserkraftwerk Pamuk befindet sich am Mittellauf des Pamukluk Çayı, dem rechten Quellfluss des Berdan Çayı, in der südtürkischen Provinz Mersin.
Das im Landkreis Çamlıyayla im Taurusgebirge gelegene Wasserkraftwerk wurde im Jahr 2003 fertiggestellt. Das Wasserkraftprojekt wurde als Betreibermodell mit 40-jähriger Laufzeit realisiert.
Es wird von Pamuk Hes Elektrik Üretim A.Ş. betrieben.
Das zugehörige Wehr (⊙) befindet sich flussaufwärts, etwa 4 km in westnordwestlicher Richtung vom Kraftwerk entfernt. Das Absperrbauwerk ist 12,5 m hoch und besitzt eine Kronenlänge von 33 m. Vom Wehr wird das Wasser über einen Kanal, der zu einem Tunnel führt, welcher wiederum an einer Druckleitung endet, zum Kraftwerk geführt.
Das Wasserkraftwerk verfügt über zwei 9-MW-Francis-Turbinen sowie eine 5,1-MW-Turbine. Die gesamte installierte Leistung beträgt 23,7 MW. Zum Regelarbeitsvermögen variieren die Angaben zwischen 81 und 93,2 GWh im Jahr.